# Christian Klar
Christian Georg Alfred Klar, més conegut com a Christian Klar, (Friburg de Brisgòvia, 20 de maig de 1952) és un activista polític alemany, ex-militant de la segona generació de la Fracció de l'Exèrcit Roig, que va complir 26 anys de presó entre 1982 i 2008.

## Inicis
Nascut el 20 de maig de 1952 a la ciutat alemanya de Friburg de Brisgòvia, a l'estat federat de Baden-Württemberg, la seva mare va ser professora d'institut (Gymnasium) i el seu pare vicepresident de l'Autoritat Educativa Estatal. Va cursar els estudis de secundària a l'institut Hans-Thoma de Lörrach, en el qual el seu pare n'era el director. L'any 1972 va ser expulsat de l'institut Eichendorff d'Ettlingen durant el seu examen de graduació. En acabat, va estudiar Història i Filosofia a la Universitat de Heidelberg, i va esdevenir, per poc temps, membre del moviment juvenil democràtic. Al voltant de 1973 va començar a compartir un apartament a Karlsruhe amb Adelheid Schulz (la seva parella del moment), Günter Sonnenberg i, posteriorment s'hi va sumar Knut Folkerts. El 30 d'octubre de 1974 va participar en l'ocupació de les oficines d'Amnistia Internacional a Hamburg com a protesta per la detenció de militants de la Fracció de l'Exèrcit Roig (RAF).

## Militància a la RAF
A finals de 1976, juntament amb els seus companys de pis, va passar a la clandestinitat per a integrar les files del grup armat de la RAF i en poc temps va esdevenir un dels seus quadres dirigents. El 30 de juliol de 1977 va prendre part de l'assassinat del banquer alemany Jürgen Ponto, president del Dresdner Bank.
El 19 de març de 1979, juntament amb Werner Lotze, Adelheid Schulz i Elisabeth von Dyck, van assaltar l'entitat financera del Bank für Gemeinwirtschaft de Darmstadt i es van endur 49.000 marcs alemanys. El 17 d'abril, els anteriors membres de l'escamot i Rolf Heissler van atracar l'Schmidt Bank de Nuremberg i van sostreure 211.000 marcs alemanys. El 25 de juny de 1979, l'«escamot Andreas Baader», format per Klar, Werner Lotze, Susanne Albrecht i Rolf Clemens Wagner, van prendre part en l'intent fallit d'assassinat del comandant suprem de l'OTAN, el general Alexander M. Haig, mitjançant la col·locació d'una mina terrestre de 10 quilograms en un pont del municipi való de Mons, a prop del llogarret d'Obourg, a través del qual circulava en cotxe. L'atemptat no va encertar l'objectiu i va causar ferides a tres dels seus guardaespatlles que anaven en un següent cotxe.
Després de rebre formació de l'Stasi en manipulació d'explosius i ús de coets antitanc RPG-7, el 15 de setembre de 1981 va participar en l'atemptat, amb resultat no mortal, contra el general estatunidenc Frederick Kroesen i la seva dona. Concretament, l'«escamot Gudrun Ensslin» va disparar un RPG-7 contra el vehicle Mercedes-Benz W116 blindat que conduïa amb la seva dona per assistir al dentista.

## Judici i empresonament
El 16 de novembre de 1982, va ser arrestat a Friedrichsruh, en uns boscos prop d'Hamburg, on la RAF hi tenia un dipòsit d'armes anomenat «Daphne», i reclòs preventivament a la presó de Bruchsal. El 2 d'abril de 1985, la Cort Federal de Stuttgart el va acusar, en el mateix procés que Brigitte Mohnhaupt, per tots els actes de la RAF des de 1977 fins al dia del judici. Concretament se'l va acusar de nou homicidis consumats i onze més en grau de temptativa, entre els que es trobaven els assassinats de Siegfried Buback, el seu conductor i el seu guardaespatlles; Jürgen Ponto; i Hanns-Martin Schleyer, el seu conductor i tres guardaespatlles. També va ser imputat dels homicidis no consumats d'un guàrdia fronterer suís i un motorista el gener de 1977; l'intent d'atac amb coets contra l'oficina del fiscal federal l'agost de 1977; l'atracament d'un banc a Zúric, l'homicidi d'un client i l'homicidi no consumat d'un policia el novembre de 1979; així com l'assassinat no consumat contra el general estatunidenc Frederick Kroesen el setembre de 1981.
Per sentència judicial va rebre una condemna de cinc sentències de presó perpètua, a més a més d'una d'accessòria de 15 anys. Al mateix temps, va ser classificat com a pres de «delicte especial de culpabilitat» per evitar que fos alliberat prematurament. L'any 1992 va anar de nou a judici per altres delictes descoberts posteriorment i va rebre una condemna addicional de presó perpètua. Entre el 27 de juliol i el 3 d'agost de 1994 va realitzar una vaga de fam, juntament amb els altres presos de la RAF Irmgard Möller, Manuela Happe, Eva Haule, Sieglinde Hofmann, Hanna Krabbe, Christine Kuby, Helmut Pohl, Heidi Schulz, Birgit Hogefeld, Rolf Heissler, Brigitte Mohnhaupt i Rolf Clemens Wagner, amb la demanda d'alliberament immediat d'Irmgard Moller, que feia 22 anys que estava empresonada. Davant d'una sol·licitud d'apel·lació per a obtenir la llibertat condicional tramitada l'any 1997, la Cort Penal de Stuttgart va decidir que, en qualsevol circumstància, hauria d'esperar-se, com a mínim, fins al 3 de gener de 2009, data en la qual es complirien 26 anys de compliment de condemna.

## Alliberament
El 2005, després de 20 anys a la presó, va sol·licitar novament una revisió de la condemna i la Cort va respondre que per a qualsevol alliberament s'havia d'esperar almenys fins a 2007, així com tramitar la petició davant del Tribunal Suprem d'Alemanya. Al febrer de 2007 es va iniciar la nova audiència per decidir sobre la possible llibertat de Klar i Brigitte Mohnhaupt, els últims presos de la RAF, però va ser rebutjada al mes de març del mateix any. No obstant, el 19 de desembre de 2008 va sortir en llibertat, avançant-se uns dies al 3 de gener de 2009, data prevista del seu alliberament. En cap moment, Klar va demanar perdó als familiars de les víctimes provocades per l'existència de la RAF. Davant d'aquesta situació, famílies de les víctimes i alguns polítics van mostrar la seva indignació. Aquest és el cas de Jürgen Vietor, copilot del vol 181 de Lufthansa, que va enviar una carta de protesta al president d'Alemanya Horst Köhler i li va retornar la seva Creu al Mèrit de la República Federal Alemanya, després d'expressar «per què al nostre estat els autors reben més cura i atenció que les víctimes?».

## Anys posteriors
El 2011 vivia a Berlín i treballava de conductor. El 2013 va fer pràctiques com a tècnic escènic a la Berliner Ensemble, a petició del director artístic Claus Peymann. El 18 de febrer de 2016 es va saber que Diether Dehm, diputat del Parlament alemany des de 2005 pel partit L'Esquerra, l'havia contractat durant diversos anys com a independent per al suport tècnic del seu lloc web parlamentari, cosa que va provocar crítiques del grup parlamentari format per la Unió Demòcrata Cristiana d'Alemanya i la Unió Social Cristiana de Baviera, mentre els polítics de l'Esquerra van defensar l'ocupació de Klar. Els fets es van conèixer quan Dehm va sol·licitar una identificació pel Bundestag que va ser rebutjada per Klar.
Al maig de 2017, va assistir amb Eva Haule al funeral del ministre de Defensa de la RDA Heinz Keßler. El politòleg Klaus Schroeder ho va interpretar com una confirmació del seu rebuig a la República Federal; com Keßler, es veuen a si mateixos com a part d'una «avantguarda marxista-leninista» i com a «víctimes polítiques».